# Hàn Hàn
Hàn Hàn (giản thể: 韩寒; phồn thể: 韓寒; bính âm: Hán Hán, 23 tháng 9 năm 1982) là một vận động viên lái xe đua chuyên nghiệp người Trung Quốc, tác giả và ca sĩ với các đĩa hát bán chạy nhất, đồng thời cũng là một blogger nổi tiếng của Trung Quốc. Anh cũng tham gia vào sản xuất âm nhạc.
Tạp chí Time trong bảng xếp hạng hàng năm những nhân vật có ảnh hưởng nhất trong tháng 4 năm 2010, Hàn Hàn xếp vị trí thứ tám.